# Byssobornia deshayesiana
Byssobornia deshayesiana is een tweekleppigensoort uit de familie van de Lasaeidae. De wetenschappelijke naam van de soort is voor het eerst geldig gepubliceerd in 1845 door Hinds.